# Blue Valentine
Blue Valentine — п'ятий студійний альбом автора-виконавця Тома Вейтса, виданий 1978 року. На звороті обкладинки разом з Томом зображена його тодішня кохана Рікі Лі Джонс.

## Пісні
- «Somewhere» — пісня є номером з мюзиклу «Вестсайдська історія» в інтерпретації Вейтса.
- «Christmas Card from a Hooker in Minneapolis» — побудована як листи повії людині на ім'я Чарлі. Вона пише, що вагітна і має стабільні відносини з людиною, яка обіцяє піклуватися про дитину, як про свого сина. Наприкінці пісні вона визнається Чарлі, що збрехала, і її чоловік зараз відбуває термін у в'язниці з правом на умовно-дострокове звільнення в день Святого Валентина. Текст є адаптацією віршів Чарльза Буковскі «Charlie, I'm pregnant» і «The Roominghouse Madrigals».
- «Romeo Is Bleeding» — за словами Вейтса, пісня заснована на реальних подіях, що відбулися в Лос-Анджелесі. Тоді якийсь лідер мексиканської банди був поранений та помер у кінотеатрі в центрі Лос-Анджелеса. У тексті пісні використовуються іспанські фрази: «Hey Pachuco!», «Dáme esa pistola, hombre!», «Hijo de la chingada madre!» і «Vamos a dormir, hombre». Також, пишучи цю пісню, Том випробував певний вплив гангстерських фільмів з Джеймсом Кегні. В 1993 році пісня дала назву фільму з Ґері Олдманом у головній ролі — «Ромео спливає кров'ю».
- «Kentucky Avenue» — містить автобіографічні елементи. Вейтс жив у місті Віттер, Каліфорнія, на вулиці з такою назвою. Багато слів пісні належать до реальних людей з дитинства Тома. «Місіс Сторм» — сусідка, що сиділа біля кухонного вікна з дробовиком 12-го калібру. Можливо, сильний вплив на Вейтса зробив друг дитинства, хлопчик на ім'я Кіппер, що страждав від поліомієліту та використовувавший інвалідне крісло.

## Список композицій
Перша сторона:
| #  | Назва                                         | Тривалість |
| -- | --------------------------------------------- | ---------- |
| 1. | «Somewhere»                                   | 3:53       |
| 2. | «Red Shoes by the Drugstore»                  | 3:14       |
| 3. | «Christmas Card from a Hooker in Minneapolis» | 4:33       |
| 4. | «Romeo Is Bleeding»                           | 4:52       |
| 5. | «$29.0»                                       | 8:15       |

Друга сторона:
| #  | Назва                                          | Тривалість |
| -- | ---------------------------------------------- | ---------- |
| 1. | «Wrong Side of the Road»                       | 5:14       |
| 2. | «Whistlin' Past the Graveyard»                 | 3:17       |
| 3. | «Kentucky Avenue»                              | 4:49       |
| 4. | «A Sweet Little Bullet from a Pretty Blue Gun» | 5:36       |
| 5. | «Blue Valentines»                              | 5:49       |

## Учасники запису
- Том Вейтс — вокал, фортепіано, гітара
- Рей Кроуфорд, Роланд Ботіста, Елвін Робінсон — електрогітара
- Скотт Едвардс, Джим Хьюхарт, Бірон Міллер — бас-гітара
- Джордж Дюк, Гарольд Баттіст — піаніно
- Чарльз Кінард — орган
- Герберт Хардесті, Френк Вікарі — тенор-саксофон
- Рік Лоусон, Ерл Палмер, Чіп Вайт — барабани
- Боббі Хол Портер — конґа (на «Romeo Is Bleeding»)
- Боб Алківар — оркестровка